# Adolfo Consolini
Adolfo Consolini (Costermano, Verona, 5 de enero de 1917 - Milán, 20 de diciembre de 1969) fue un atleta italiano, uno de los mejores lanzadores de disco, ganador del oro olímpico en Londres 1948 y tres veces récordman mundial.

## Biografía

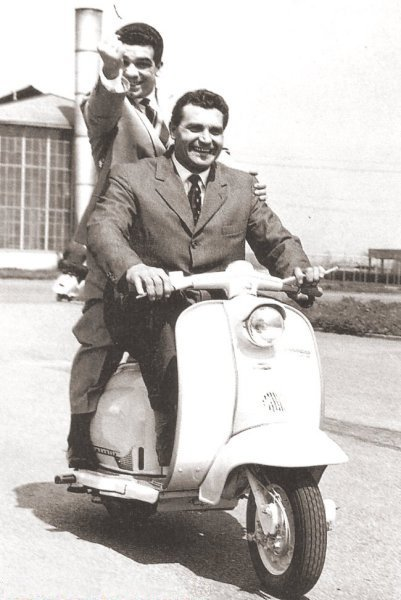
Adolfo Consolini lleva en moto al boxeador Duilio Loi (1929 - 2008). Foto de 1958.

Hijo de agricultores, Adolfo Consolini, llamado "Dolfo", empezó a trabajar desde muy joven, tras acabar la Escuela Elemental, para ayudar a su familia en las tareas agrícolas. A los 19 años empezó a practicar el atletismo, y al año siguiente debutó en una competición de lanzamiento de piedra. Pronto se evidenciaron sus cualidades y los directivos del más importante club deportivo local proporcionaron un trabajador a su familia para que lo sustituyera en las tareas del campo y que le permitiera dedicar el tiempo necesario a los entrenamientos.
En 1937, año en el que debutó, Consolini ganó inmediatamente el título nacional juvenil. En 1939 ganó por primera vez el campeonato de Italia absoluto: ganaría otros 15 en los siguientes veinte años de carrera deportiva, el último en 1960.
Adolfo Consolini consiguió seguir compitiendo incluso durante la Segunda Guerra Mundial. En 1941 estableció su primera plusmarca mundial con un lanzamiento de 53'34 m. A pesar de todo, este conflicto hizo que no se disputaran dos ediciones de los Juegos Olímpicos, la de 1940 (que debía haber sido en Tokio) y la de 1944, en las que el lanzador italiano hubiese podido obtener buenos resultados. 
Tras la guerra, Consolini renovó otras dos veces su récord del mundo: primero con 54'23 m en 1946, y con 55'33 m en 1948. 
La ocasión de hacerse con el oro olímpico le llegó finalmente en las Olimpiadas de 1948, en Londres. Bajo la lluvia Consolini disputó la victoria con su compatriota Giuseppe Tosi, que poco tiempo antes le había desposeído del récord italiano (y europeo). Tosi estaba en cabeza tras la primera manga, pero en el segundo lanzamiento Consolini consiguió superarlo. Al arreciar la lluvia parecía imposible mejorar las primeras mediciones, pero en el último turno, un lanzador estadounidense parecía haber superado los 52 metros: tras unos instantes de tensión para los dos italianos, el lanzamiento se declaró nulo. Consolini ganó el oro y Tosi la plata.
Consolini también compitió en las Olimpiadas de 1952 en Helsinki. Ya contaba con 35 años, lo que en aquellos tiempos era una edad demasiado elevada para un atleta. No consiguió conservar el título de campeón olímpico, aunque obtuvo una meritoria medalla de plata. 
En la cresta de la fama, al año siguiente se le ofreció un papel en la película Crónica de los pobres amantes, basada en una novela de Vasco Pratolini. Fue una experiencia aislada y sin continuidad.
A pesar de su edad, Consolini seguía ofreciendo resultados atléticos de altísimo nivel. En 1954 obtuvo su tercer título europeo consecutivo, después de haber ganado los de 1946 y 1950. En 1956, rozando la cuarentena, participó en los Juegos Olímpicos de Melbourne 1956, y quedó en sexta posición. Se retiró en 1960, a los 43 años, tras ganar su decimoquinto título italiano.
Murió pocos años después, en 1969, a los 52 años.